# 만덕동 (부산)
만덕동(萬德洞)은 대한민국 부산광역시 북구의 법정동이다. 행정동으로 만덕1·2·3동으로 나뉜다.

## 유래
임진왜란 시기에 1만여 명에 달하는 피난민들이 금정산 기슭에 위치한 이 곳에 피난을 가서 화를 면했고 덕을 입었다고 하여 붙여진 이름이다.

## 아파트
| 단지명            | 건설사                  | 시행사                  | 주소                    | 입주        | 비고     |
| ----------------- | ----------------------- | ----------------------- | ----------------------- | ----------- | -------- |
| 만덕2 휴먼시아    | ㈜반도                  | 대한주택공사            | 북구 만덕1로 25-12      | 2001년 11월 |          |
| 만덕3 주공        | 대룡건사                | 대한주택공사            | 북구 함박봉로140번길 21 | 2003년 11월 | 국민임대 |
| 만덕3 휴먼시아    | 동성산업㈜ 양우건설     | 대한주택공사            | 북구 만덕1로51번길 11   | 2009년 11월 |          |
| 상록 한신휴플러스 | 한신공영                | 공무원연금공단          | 북구 함박봉로140번길 16 | 2006년 3월  |          |
| 벽산라인타운 2차  | 벽산건설 라인주택건설㈜ | 벽산건설 라인주택건설㈜ | 북구 덕천로 182         | 1998년 12월 |          |
| 신만덕 쌍용예가   | 쌍용건설                | 쌍용건설                | 북구 만덕3로 49         | 2005년 5월  |          |

## 교육
- 덕양초등학교
- 만덕초등학교
- 백양초등학교
- 신덕초등학교
- 만덕중학교
- 백양중학교
- 신덕중학교
- 만덕고등학교

## 교통
- 부산 도시철도 3호선 : 남산정역, 만덕역

## 같이 보기
- 대한민국의 행정 구역